# Christliches Krankenhaus Quakenbrück
Das Christliche Krankenhaus Quakenbrück ist eine ökumenische Einrichtung der evangelischen und katholischen Kirchengemeinden im Landkreis Osnabrück. Die Klinik hat Standorte in Quakenbrück und Löningen.  In Quakenbrück fungiert das Hospital außerdem als Akademisches Lehrkrankenhaus.

## Geschichte
Die beiden Vorläufer des Christlichen Krankenhauses Quakenbrück waren das evangelische Krankenhaus und das katholische Hospital.
Das evangelische Krankenhaus wurde 1864 durch den Kauf eines Gebäudes in der Pfaffenstraße gegründet. Hinzu kamen 1877 eine Badeanlage sowie 1893 eine Leichenkammer und ein Desinfektionsapparat. 1915 konnte der Neubau an der Grünen Straße bezogen werden. Auf dem Gelände der ehemaligen Kasernen in der Quakenbrücker Neustadt entstand in den Jahren 1955 bis 1957 ein viel größerer Neubau mit dem Namen „Krankenhaus Bethanien“.
Das katholische Hospital wurde 1884 gegründet und der Neubau 1894 in der Farwicker Straße unter dem späteren Namen „Borromäus-Krankenhaus“ bezogen. Wichtige Ergänzungen waren 1910 eine Kapelle und ein OP-Raum sowie 1932 und 1960 weitere Anbauten.
1971 schlossen sich das evangelische Bethanien-Krankenhaus und das katholische Borromäus-Hospital zusammen und starteten 1977 im neuen Gebäude (neben der evangelischen Klinik) unter dem Namen „Christliches Krankenhaus Quakenbrück“.
Dieser Neubau mit der Bezeichnung „Haus I“ umfasste neben der medizinischen Versorgung zusätzlich die Diabetologie. Das ehemalige Bethanien-Krankenhaus bekam nach der Erweiterung den Namen „Haus II“. Dort fanden die neuen Fachabteilungen Psychiatrie und Neurologie ihren Platz. 1998 wurde die neue Krankenhauskapelle „Arche“ eingeweiht und der Hörsaal im medizinischen Schulzentrum erweitert.
In der Gegenwart ist das Christliche Krankenhaus Quakenbrück eine gemeinnützige GmbH mit 444 Betten. Jährlich werden über 12.500 Patienten stationär und über 59.000 ambulant von rund 120 Ärzten und 250 Pflegekräften behandelt (Stand November 2023).
Die St. Anna Klinik Löningen wurde 2013 in das Christliche Krankenhaus Quakenbrück integriert. Mit insgesamt über 570 Betten und 24 tagesklinischen Plätzen ermöglicht der Krankenhausverbund die Grund- und Regelversorgung der Einwohner mehrerer Landkreise. Jährlich werden dort rund 20.000 Patienten stationär und 80.000 ambulant behandelt. Dabei ist das Christliche Krankenhaus Quakenbrück mit insgesamt über 1.600 Beschäftigten und 200 Auszubildenden der größte Arbeitgeber in der Region (Stand: Dezember 2024).

## Abteilungen
Das Christliche Krankenhaus am Standort Quakenbrück umfasst folgende Kliniken und Kompetenzzentren (Stand: Dezember 2024):
- Allgemein- und Viszeralchirurgie
- Anästhesie, Intensivmedizin und Schmerztherapie
- Diabetes-Zentrum mit Fußambulanz
- Endoprothetikzentrum
- Gastroenterologie / Allgemeine Innere Medizin / Infektiologie
- Gefäßchirurgie
- Geriatrie
- Gynäkologie und Geburtshilfe
- Kardiologie / Angiologie / Intensivmedizin
- Klinische Akut- und Notfallmedizin
- Neurologie mit Schlaganfall-Einheit (Stroke-Unit)
- Pneumologie / Allergologie / Schlafmedizin
- Psychiatrie, Psychotherapie und Psychosoziale Medizin
- Radiologie
- Traumazentrum
- Unfallchirurgie und Orthopädie

## Sonderleistungen
Zum Christlichen Krankenhaus Quakenbrück gehört das Zentrum für Psychosoziale Medizin für die Regel- und Akutversorgung von Patienten mit psychischen Erkrankungen. Dabei gibt es in der Klinik für Psychiatrie und Psychotherapie 80 und in der Abteilung für Psychosomatische Medizin 30 stationäre Bettenplätze. Hinzu kommen 24 Tagesklinikplätze.
Bei chronischen Schmerzen finden die meisten stationären multimodalen Behandlungen im Zentrum für Schmerztherapie im Schwesterkrankenhaus St. Anna Klinik Löningen statt. Um die Chance auf eine Verbesserung der Schmerzsymptomatik zu erhöhen, werden in dem dort eingesetzten Schmerzmodell neben dem Auslöser eines Schmerzes auch die psychologischen, sozialen und psychosomatischen Einflussfaktoren berücksichtigt.
2023 eröffnete eine neue Station für Geburtshilfe.

## Bildungszentrum
Das Christliche Krankenhaus Quakenbrück besitzt ein großes Zentrum für die Aus- und Weiterbildung. Dazu gehören die staatlich anerkannten Fachschulen für Ernährungstherapie/Diätassistenz, für Physiotherapie sowie für Podologie.
In der Berufsfachschule Pflege wird eine dreijährige Ausbildung zur Pflegefachfrau bzw. zum Pflegefachmann angeboten. In Kooperation mit der Hochschule Osnabrück ist auch ein vierjähriges duales Studium zum Bachelor of Science in Pflege möglich. Dabei kann der praktische Teil des Studiums in Quakenbrück absolviert werden.
Das Christliche Krankenhaus Quakenbrück ist seit 2017 ein Akademisches Lehrkrankenhaus der Universität Oldenburg und der European Medical School Oldenburg-Groningen. Dort bekommen die Medizinstudenten in vier- bis fünfwöchigen Blockpraktika sowie im Praktischen Jahr ihre anwendungsbezogene Ausbildung im Bereich Psychiatrie und Psychotherapie.